# Filippo Rinaldi (duatleta)
Filippo Rinaldi es un deportista italiano que compite en duatlón. Ganó una medalla de bronce en el Campeonato Europeo de Duatlón Campo a Través de 2019.

## Palmarés internacional
| Campeonato Europeo | Campeonato Europeo     | Campeonato Europeo | Campeonato Europeo |
| Año                | Lugar                  | Medalla            | Prueba             |
| ------------------ | ---------------------- | ------------------ | ------------------ |
| 2019               | Târgu Mureș ( Rumania) | Medalla de bronce  | Individual         |